# Gàmbia Curlandesa

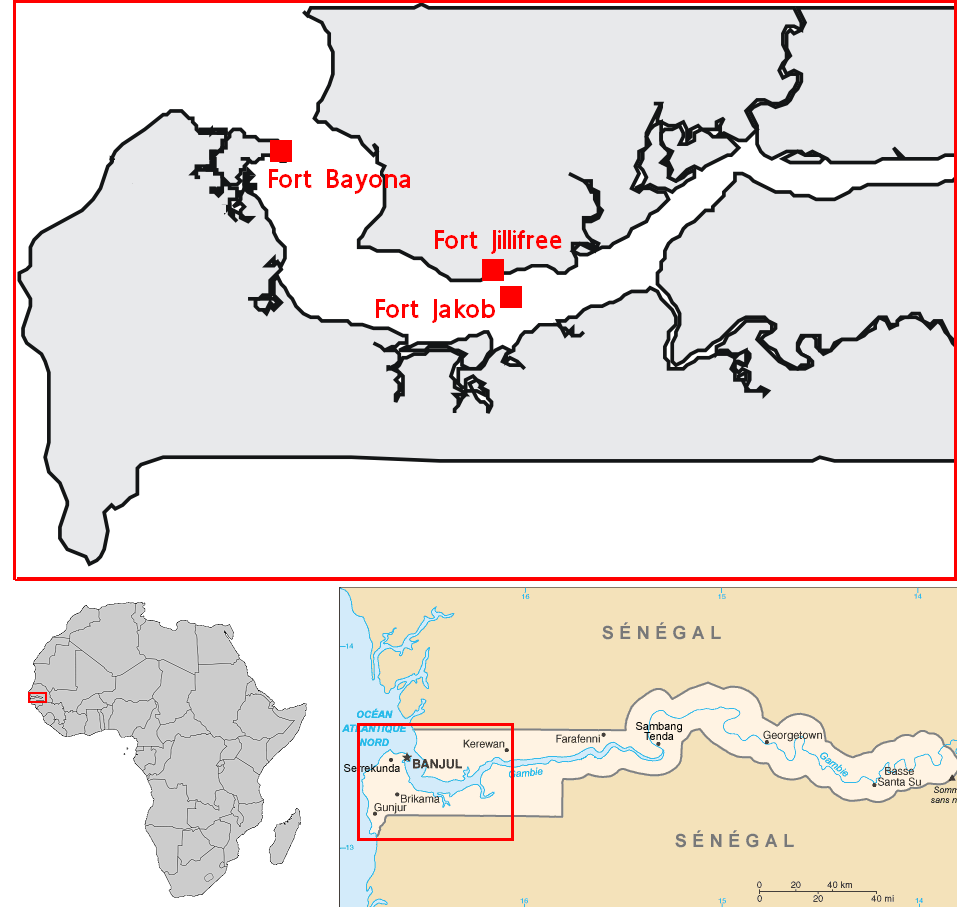
Mapa de les colònies curlandeses al Gàmbia

Gàmbia Curlandesa és el nom donat als establiments colonials del ducat de Curlàndia a la regió de la desembocadura del riu Gàmbia al segle xvii. Va existir durant deu anys. Els establiments principals foren tres: Illa de Sant Andreu (Saint Andrew's Island, després James Island i avui dia Kunta Kinteh Island) amb el fort Jakob; Illa de Santa Maria amb el Fort Bayona (l'illa a la part oriental de la qual se situa Banjul) i Fort Jillifree, modern Juffureh, situat a la riba nord del riu Gàmbia, gairebé enfront de l'illa de Sant Andreu.
Durant les Guerres del Nord, quan el duc Jakob de Curlàndia i Semigàlia va ser fet presoner pels suecs (1658-1660) els holandesos de la Companyia Holandesa de les Índies Occidentals, pel mig del seu departament d'Amsterdam, van intentar posar al seu servei al governador Stiel, que es va negar, i llavors van subornar a la guarnició i van ocupar Fort Jakob i l'illa de Sant Andreu el 4 de febrer de 1659, i la van administrar des de Goree, però va caure en mans de pirates al servei de Suècia a començament de 1660. Els pirates la van acabar venent a la mateixa Companyia Holandesa de les Índies Orientals, però aquest cop al departament de Groningen. Els comerciants de Groningen van reconèixer i considerar l'illa encara com a propietat del duc de Curlàndia i la van restituir als curlandesos el 10 de juny de 1660. Otto Stiel, va tornar immediatament al riu Gàmbia per fer-se càrrec del govern. Els holandesos contraris a això van intentar reprendre l'illa el 3 de juliol de 1660 però es van trobar amb una resistència militar dels vilatans que estaven en bones relacions amb els curlandesos i finalment van desistir el 2 d'agost de 1660. Això va fer possible que Otto Stiel romangués al seu lloc de governador.
El 19 de març de 1661, després d'uns dies de setge, els britànics dirigits per l'almirall Robert Holmes, van arrabassar als curlandesos l'illa de Sant Andreu seguint ràpidament totes les seves altres possessions incloent l'illa de Santa Maria amb el Fort Bayona (moderna Banjul); l'illa de Sant Andreu fou rebatejada James Island (moderna Kunta Kinteh Island) i el fort Jakob es va passar a dir Fort James. L'administració va correspondre a la Companyia Reial d'Aventurers a l'Àfrica. El 17 de novembre de 1664 curlandesos i holandesos van renunciar finalment als establiments en favor de la Gran Bretanya. El 1668 un vaixell curlandès va intentar reocupar l'illa de Sant Andreu, però els holandesos li van impedir, i l'illa va restar en mans britàniques.

## Governadors
- Pieter Schulte 26 d'octubre de 1651 – 12 de març de 1652
- Heinrich Fock 12 de març de 1652 – 1653 (interí)
- Friedrich Wilhelm von Trotta, gen. Treyden 1653 – 1654
- Heinrich Fock 1654 – agost de 1654 (interí, segona vegada)
- Wilhelm Philipp von Seitz agost de 1654 – 1655
- Otto Stiel 1655 – febrer de 1657 (interí)
- Joachim Deninger von Olinda febrer de 1657 – 1657 (mort en el càrrec)
- Otto Stiel 1657 – 19 de març de 1661 (interí del 1657 al 1658, titular 1658-1661, segona vegada)
  - Ocupació holandesa de Fort Jakob 4 de febrer de 1659 – 10 de juny de 1660
  - Ocupació holandesa de Fort Jakob 3 de juliol de 1660 - 2 d'agost de 1660